# Val Perlana
La val Perlana è una valle prealpina della provincia di Como, che unisce da est a ovest Lenno e Ossuccio, sul lago di Como (circa 200 metri s.l.m.), col monte Galbiga (1698 metri), che chiude la valle, e da cui nasce il torrente Perlana, che dà il nome alla valle stessa.
È una valle di origine glaciale, posta nella depressione tra le pedici meridionali del monte di Tremezzo e quelle settentrionali della cima della Duaria. A circa 1200 metri, vi è la Località Boffalora, che comprende un rifugio/ristorante e un piccolo nucleo di case.

## Morfologia
La val Perlana, attraversata dal torrente omonimo, è una valle del Lario centrale, in cui confluiscono le valli pertinenti ai versanti del monte Galbiga, del monte di Lenno e della Cima della Diaria (in particolare le valli di Gada, Chimea, San Benedetto e Chisola), formando un bacino esteso, caratterizzato da segmenti fluviali disposti a ventaglio.
La morfologia della valle cambia a seconda dell'altitudine: se in cima è molto vasta e aperta, nel fondovalle diventa assai scoscesa e dirupata, fino a formare delle profonde gole; il torrente Perlana e i suoi affluenti scorrono infatti lungo incisioni molto profonde. Nella zona della Madonna del Soccorso vi è un deposito di travertino, detto appunto “tüff”, in dialetto comasco, in cui il fiume - nel corso del tempo - ha scavato un profondo orrido dai versanti molto pronunciati. Allo sbocco della valle sorgono i paesi di Lenno e Ossuccio; prima di sfociare nel lago, l'alveo si approfondisce rapidamente, creando instabilità lungo le scarpate che delimitano la piana alluvionale recente.

## Monti

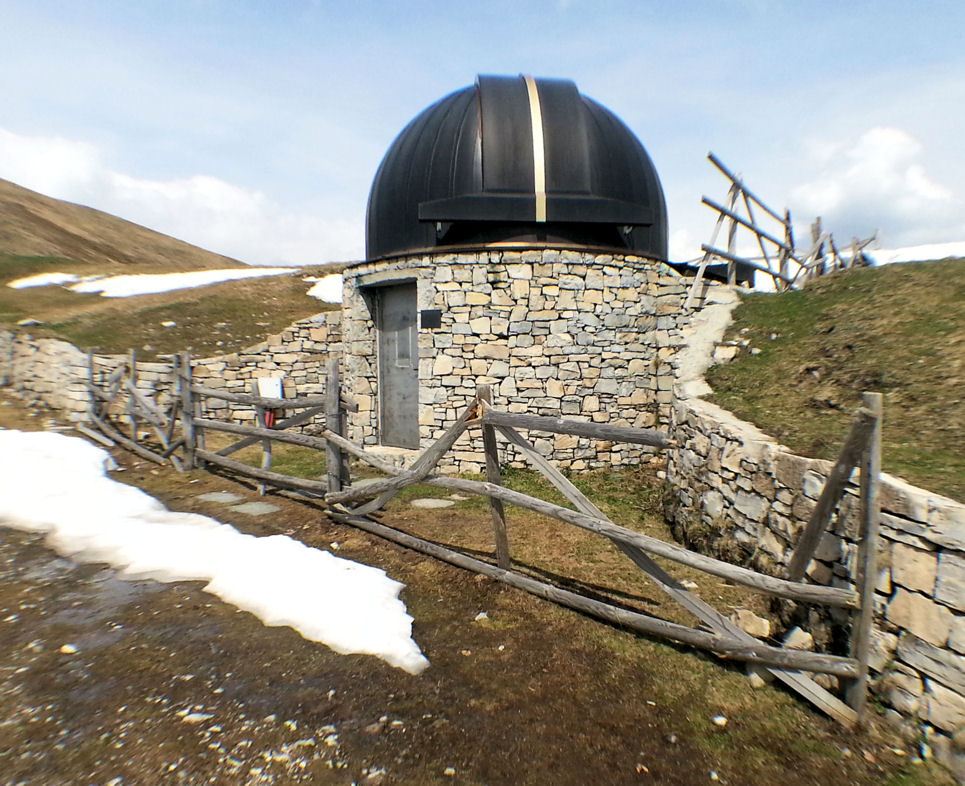
L'osservatorio astronomico, poco sotto la vetta del monte Galbiga.

I monti principali che contornano la valle sono:
- Monte di Tremezzo - 1.700 m
- Monte Galbiga - 1.698 m
- Monte di Lenno - 1.589 m
- Cima della Diaria - 1.447 m

## Monumenti e luoghi d'interesse
La val Perlana presenta un notevole interesse storico/artistico, poiché ospita l'antico Monastero di san Benedetto e il Santuario della Madonna del Soccorso (patrimonio mondiale dell'UNESCO), costituito dall'omonima chiesa e da una serie di cappelle barocche che, salendo verso il Santuario, formano il percorso del Rosario, noto come Sacro Monte.

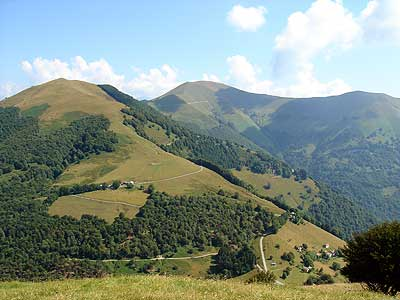
Il monte di Lenno, a sinistra, e il monte Galbiga, al centro; dal Galbiga hanno origine il torrente Perlana e l'omonima valle.

La valle è molto interessante anche per lo sport; si possono infatti praticare escursionismo, paracadutismo e, nel fondovalle, canyoning.

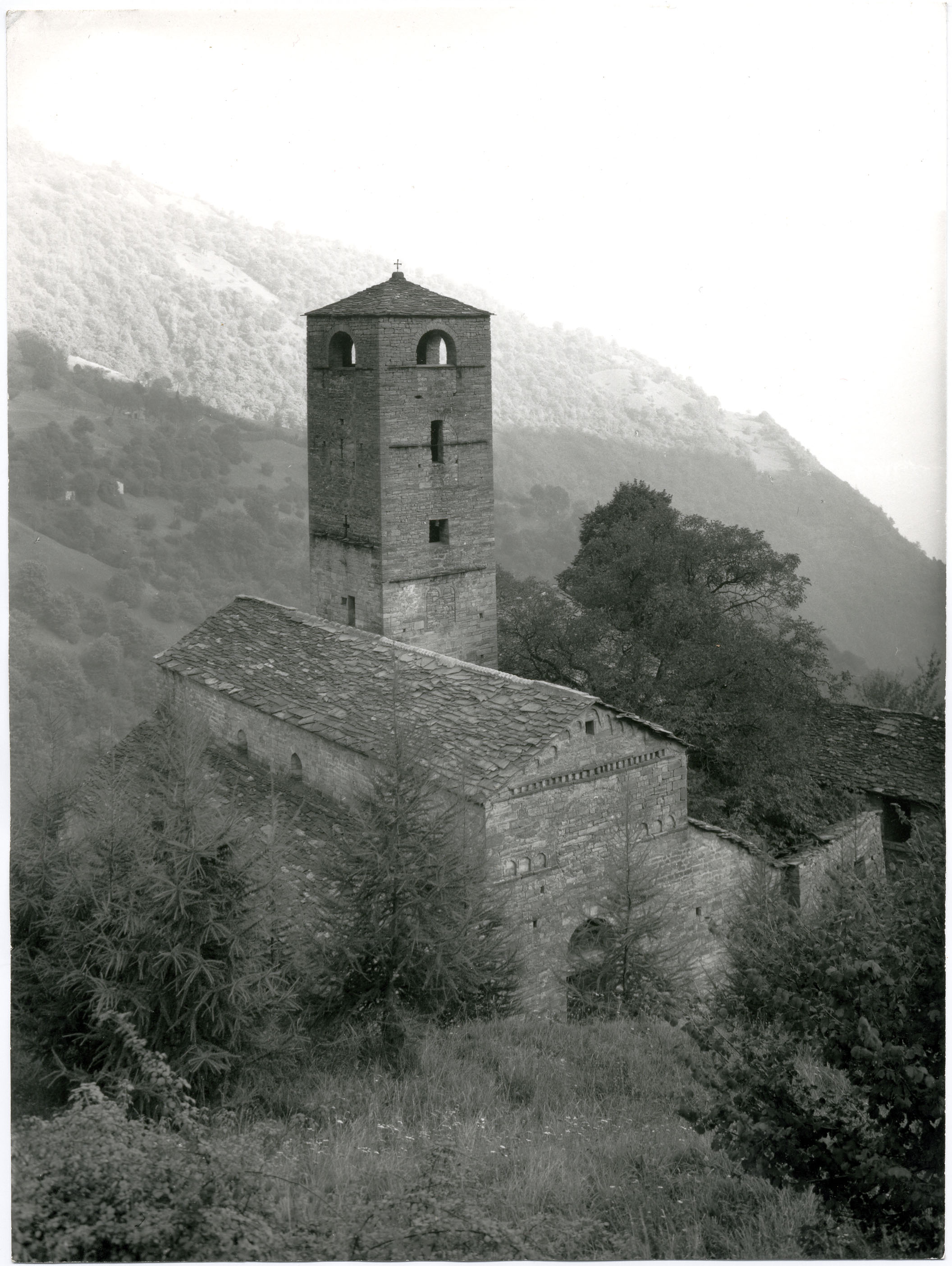
L'Abbazia di San Benedetto in Val Perlana, ubicata nel fondovalle.

Nella valle sono presenti alcuni villaggi composti da vecchie case rurali, la maggior parte delle quali in stato di abbandono.
La valle è interessante anche dal punto di vista scientifico (geologia e astronomia), vi si trova infatti anche un osservatorio astronomico.
Nella valle si trovano due rifugi alpini: Bofallora in località Boffalora (Ossuccio) e Venini in località Monte Galbiga (Lenno).